# Eric Hamber

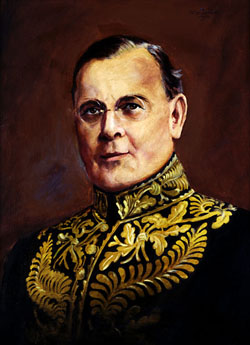
Eric Hamber

Eric Werge Hamber, CMG (* 21. April 1879 in Winnipeg; † 10. Januar 1960 in Vancouver) war ein kanadischer Manager. Von 1936 bis 1941 war er Vizegouverneur der Provinz British Columbia.

## Biografie
Hamber, der Sohn eines Lehrers, war in seiner Jugend ein vielseitiger Sportler und zeigte ausgezeichnete Leistungen im Rudern, Rugby, Football und Eishockey. Seine berufliche Karriere begann er als Angestellter der Dominion Bank. 1907 zog er nach Vancouver, um dort eine Filiale aufzubauen und zu leiten. 1912 heiratete er Aldyen Hendry und war daraufhin bei der BC Mills Timber and Trading Company tätig, die seinem Schwiegervater gehörte. Hamber wurde 1916 nach Hendrys Tod Präsident dieses Unternehmens der Holzverarbeitungsbranche.
1934 ließ Hamber in Coquitlam die Minnekhada Lodge errichten, ein Land- und Jagdhaus im Tudorstil innerhalb eines 175 Hektar großen Parks. Es steht heute unter Denkmalschutz und ist der Öffentlichkeit zugänglich. Das Ehepaar Hamber unterstützten zahlreiche wohltätige Institutionen und gehörte zu den prominentesten Persönlichkeiten der Provinz
Generalgouverneur Lord Tweedsmuir vereidigte Hamber am 1. Mai 1936 als Vizegouverneur von British Columbia. Dieses repräsentative Amt übte er bis zum 5. September 1941 aus. Höhepunkt seiner Amtszeit war 1939 der Empfang von König George VI. während dessen mehrwöchiger Reise durch alle kanadischen Provinzen. Von 1944 bis 1951 war er Kanzler der University of British Columbia. Nach ihm benannt ist der Hamber Provincial Park an der Grenze zu Alberta, der zum UNESCO-Welterbe gehört.